# School Day (Ring! Ring! Goes The Bell)/Deep Feeling
School Day (Ring! Ring! Goes The Bell)/Deep Feeling è un singolo di Chuck Berry pubblicato dalla Chess Records nel 1957 su disco in vinile a 45 giri e su disco in gommalacca a 78 giri.

## Descrizione
Entrambi i brani sono tratti dall'album After School Session.
School Day (Ring! Ring! Goes The Bell) è uno dei brani più conosciuti di Chuck Berry.
Deep feeling è un brano strumentale suonato da Chuck Berry con una steel guitar Gibson Electraharp.
Il singolo raggiunse la posizione numero 3 della classifica Billboard Pop, e la prima posizione nella classifica R&B.

## Tracce
LATO A
1. School Day (Ring! Ring! Goes The Bell) (Chuck Berry; edizioni musicali Arc Music)

LATO B
1. Deep Feeling (Chuck Berry; edizioni musicali Arc Music)

## Formazione
- Chuck Berry – voce e chitarra solista
- Johnnie Johnson – pianoforte
- Willie Dixon – basso
- Fred Below – batteria